# Парламентские выборы в Германии (1998)
Федеральные выборы в 14-й бундестаг прошли в Германии 27 сентября 1998 года. Социал-демократическая партия стала самой большой фракцией в парламенте, а ее лидер Герхард Шрёдер был избран канцлером.

## Предвыборная кампания
После воссоединения Германии 3 октября 1990 года уровень безработицы в Германии вырос с 4,2% до 9,4% в 1998 году, при этом Федеральное бюро труда зарегистрировало более 4 миллиона безработных. Объединенной Германии пришлось бороться с экономическими и внутренними трудностями, даже принимая активное участие в проекте европейской интеграции. Большинство людей обвиняло центрально-правовое коалиционное правительство Христианско-демократического союза / Христианского социального союза (ХДС / ХСС) и СвДП в отношении экономических трудностей. Долгое время правительство канцлера Гельмута Коля было расценено многими как не полностью осуществившее объединение через восемь лет ввиду массовых протестов во многих восточногерманских городах из-за потерь рабочих мест и сокращения социального благосостояния.
Кампания 1998 года началась с опроса ХДС и СДПГ, кто возглавит их партии. Ходили слухи, что Гельмут Коль уйдет в отставку и позволит Вольфгангу Шойбле возглавить ХДС, но эти слухи были опровергнуты, когда Коль объявил в апреле 1997 года, что он будет баллотироваться на должность канцлера на шестой срок. Двумя претендентами на пост канцлера от СДПГ стали Оскар Лафонтен, председатель партии, и Герхард Шрёдер, министр-президент Нижней Саксонии.
1 марта 1998 года Шрёдер привел СДПГ к победе на выборах в земле Нижняя Саксония. Шрёдер объявил до этого, что он отзовёт свою заявку на выдвижение на пост федерального канцлера, если получит менее 42% голосов избирателей в Нижней Саксонии. На выборах в ландтаг в Нижней Саксонии 1998 года Шрёдер получил 47,9%. После этих выборов Лафонтен снял свою кандидатуру, а Шрёдер был назначен в мае 1998 года кандидатом на пост федерального канцлера от СДПГ. Для СДПГ Шрёдер стал новым лицом партии. Он дал партии новую силу, которой не хватало в ХДС после того, как Коль объявил свою кандидатуру. Многие в ХДС сомневались, сделал ли Коль правильный выбор для партии.
Кампания ХДС основывалась на опыте и репутации Коля. Одним из основных лозунгов ХДС был «Безопасность, а не риски». «Коль пользовался своим знакомством и опытом, а также своим статусом самого долгого главы правительства в Европе». С другой стороны, СДПГ проводила кампанию с использованием стратегий, разработанных в Соединенных Штатах и Великобритании. СДПГ создала избирательный штаб и представила «быстрые отряды», похожие на те, которые использовал Билл Клинтон в его успешной кандидатуре на президентских выборы в 1992 году. СДПГ избегало прямых нападений на Коля, но скорее сосредоточилась на их послании «нового центра».
У двух фракций в «Зеленых», фундаменталистов и прагматиков, были проблемы, возникающие на их платформе с момента основания партии «Зеленые».
Основной проблемой кампании 1998 года была безработица. В 1996 году уровень безработицы в Германии превысил «лимит» правительства — 4 миллионов безработных. Обе стороны обвиняли высокие затраты на рабочую силу, высокие налоги и высокие социальные издержки как причины проблемы. Во время кампании Шрёдер использовал этот вопрос против Коля, назвав его «канцлером по безработице». Безработица была худшей в бывшей Восточной Германии. В то время как национальный показатель составлял 9,4 процента, бывшая Восточная Германия страдала от безработицы на уровне 20 процентов. Многие в бывшей Восточной Германии обвиняли Коля в медленном восстановлении экономики.
Еще одна проблема заключалась в реформировании налоговых и социальных систем в Германии. В то время как ХДС / ХСС предложили сокращение пособий в области здравоохранения и пенсий, контролируемый СДПГ Бундесрат обеспечил принятие законопроекта. В предлагаемом законопроекте также предлагаются налоговые льготы, которые должны были принести пользу богатым, чему противостояло СДПГ. В то время как Коль постоянно поднимал вопрос о европейской интеграции, этот вопрос не соответствовал умам избирателей. Шрёдер, с другой стороны, почти проигнорировал этот вопрос. У многих избирателей в Германии были другие проблемы, помимо Европейского союза.

## Результаты
| Партия    | Лидер             | Голосов    | %     | Мест | Δ    |
| --------- | ----------------- | ---------- | ----- | ---- | ---- |
| СДПГ      | Герхард Шрёдер    | 20 181 269 | 40,9% | 298  | ▲ 43 |
| ХДС       | Гельмут Коль      | 14 004 908 | 28,4% | 198  | ▼ 46 |
| ХСС       | Эдмунд Штойбер    | 3 324 480  | 6,7%  | 47   | ▼3   |
| «Зелёные» | Йошка Фишер       | 3 301 624  | 6,7%  | 47   | ▼2   |
| СвДП      | Вольфганг Герхард | 3 080 955  | 6,3%  | 43   | ▼4   |
| ПДС       | Грегор Гизи       | 2 515 454  | 5,1%  | 36   | ▲6   |
| Другие    |                   | 2 899 822  | 5,9%  | 0    | 0    |